# واهیک پیرحمزه‌ای
واهیک پیرحمزه‌ای، (به ارمنی: Վահիկ Փիրհամզեյի) نویسنده، کارگردان، تهیه‌کننده، بازیگر و کمدین مستعد تئاتر، سینما، تلویزیون ایرانی ارمنی‌تبار ساکن لس آنجلس و چهره‌ای آشنا در صحنهٔ هنری ایرانیان و ارامنهٔ ساکن لس آنجلس، که در طول ۲۰ سال اخیر، نمایش‌های متعددی را به دو زبان فارسی و ارمنی بر روی صحنه برده‌است. وی تا کنون دو فیلم بلند سینمایی به نام‌های «عموی من رافائل» و «فرشته نجات» را تهیه کرده‌است.
وی بیش از ۱۰۰ اپیزود از سریال‌های هفتگی کمدی همچون «کافه نیکا»، «ریچموند کمدی کلاب» و «یک میهمان و دو میزبان» با شرکت شهرام شب‌پره برای تلویزیون‌های مختلف لس آنجلس تهیه نمود. او هم چنین سازنده فیلم سینمایی «جینی و جینو» و طراح و سازندهٔ موزیک ویدیوهای همچون «باهم»، «دلکوک»، «اعجاز»، «نگو بدرود»، «عشق» و «عکس خصوصی» برای گوگوش، «راهی» برای داریوش، «لحظه‌ها» برای معین، «بلوار میرداماد» برای شهرزاد سپانلو و «دوستت دارم خیلی زیاد» برای کامران و هومن بوده‌است.

## سینمایی
| سال  | نام فیلم                                    | بازیگر | کارگردان | نویسنده | تهیه‌کننده |
| ---- | ------------------------------------------- | ------ | -------- | ------- | --------- |
| ۲۰۱۴ | فرشته نجات I Guardian Angel                 | آری    | آری      | آری     | آری       |
| ۲۰۱۲ | عموی من رافائل My Uncle Rafael              | آری    |          | آری     | آری       |
| ۲۰۰۹ | مهاجران Immigrants (مجموعه تلویزیونی)       | آری    |          |         |           |
| ۲۰۰۵ | World Entertainment Connections (TV Series) |        | آری      |         | آری       |
| ۲۰۰۰ | Surviving Paradise                          | آری    |          |         |           |

## نمایش‌ها
نگارش، کارگردانی و بازی در نقش اول پنج نمایش به شرح زیر:
- گنج‌های عمو رافائل
- به ما خوبی نیامده
- دروغگویان صادق
- باغ عمو رافائل
- من روان‌شناس لازم ندارم